# Octavio Rivero
Raúl Octavio Rivero Falero (Treinta y Tres, 24 de enero de 1992) es un futbolista uruguayo que juega de delantero en Barcelona Sporting Club de la Serie A de Ecuador

## Trayectoria
Empezó su carrera como futbolista en el club Marcelino Champagnat. 
En 2008 se trasladó a Montevideo para jugar en Defensor Sporting. Se probó con Juan Ahuntchaín (entonces coordinador de las divisiones juveniles violetas) y quedó. Hasta los 18 años vivió en la casa de Defensor Sporting. De su época en el Parque Rodó le quedó la amistad de Ramón Arias, Malvino, Adrián Luna, Zeballos, Federico Pintos, Foliado, Matías Sotos, jugadores con los que compartió en el equipo.
Vistió la camiseta celeste de la selección en la Copa UC Sub-17 en 2009, donde finalizó con el subcampeonato. El técnico era El Quique Leal. También disputó el Campeonato Sudamericano Sub-17 de 2009 en Iquique donde logra el tercer lugar. En ese tiempo tenía que renovar contrato con la institución violeta para poder jugar el torneo en Chile; finalmente se le renovó pero nunca debutó como profesional en el equipo, a los dirigentes del club les dijo: "No aguanté más porque me dijeron que me iban a subir a Primera, pasaba el tiempo y no subía. Con 20 años ya tenía que jugar”, con esto se vio obligado a salir de la institución.

### Central Español (2012-2013)
El segundo semestre del 2012, ficha en Central Español donde comienza su carrera como profesional, debutó en el equipo en un partido contra Danubio por el Apertura 2012. Su primer gol en el profesionalismo lo convierte frente a Cerro por la fecha 13 del torneo. Jugó 16 partidos como titular y finalizó el campeonato con 3 goles.

### Rentistas (2013-14)
El campeonato  siguiente es traspasado a Club Atlético Rentistas y cumple el ciclo más exitoso de su carrera como goleador con 10 tantos y una de las principales figuras del equipo e incluso fue uno de los goleadores del Clausura 2014 uruguayo clasificando a Rentistas a la Copa Sudamericana 2014.
Sus grandes actuaciones lo llevaron a fichar por el O'Higgins de Chile por 600.000 dólares por 4 temporadas.

### O'Higgins (2014)
Rivero debutó en el fútbol chileno en la primera fecha del Apertura 2014 enfrentando a la Universidad de Chile en el Estadio El Teniente. Ingresó en el minuto 77' por su compañero Juan Fuentes y, pese a los pocos minutos que disputó en aquel encuentro, demostró su calidad y destreza con el balón.
En la segunda fecha sólo ingresó unos minutos en reemplazo de su compatriota Diego Chaves, en el empate a 2 goles con Universidad de Concepción. En la tercera fecha Facundo Sava, DT de los celestes, le da la oportunidad de ingresar como titular en el partido contra Colo-Colo disputado en el Estadio Monumental, donde realiza un partido redondo marcando el 3-2 final con que su equipo derrota a los "albos", siendo una de las figuras de aquel encuentro.  A la séptima fecha del torneo llevaba 6 goles y sus últimos 2 tantos se los marcó a Universidad Católica en el Estadio San Carlos de Apoquindo.
Luego de un semestre en el club, donde termina el Apertura 2014 marcando 10 goles en 16 partidos disputados, llamó el interés de grandes clubes del medio nacional que quisieron contratarlo. No obstante, debido al alto precio de su carta, no fue contratado en ningún equipo chileno, siendo finalmente fichado por el Vancouver Whitecaps de la Major League Soccer.

### Vancouver Whitecaps (2015-2016)

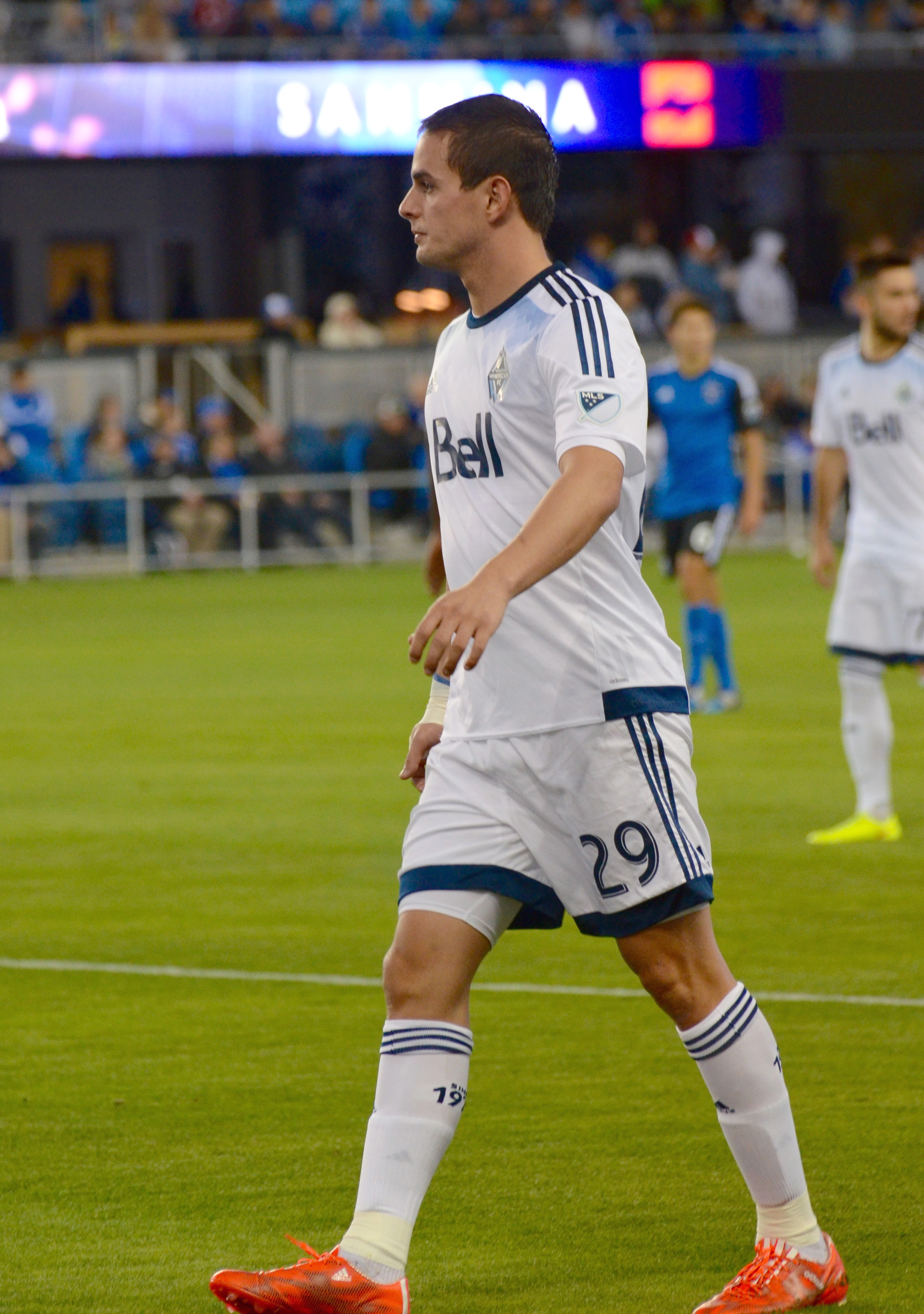
Rivero en un partido con Vancouver Whitecaps.

El éxito de Rivero en O'Higgins atrajo el interés de Vancouver Whitecaps FC de la Major League Soccer que contrato al jugador.
En 2015 se convirtió en el Jugador Franquicia del Vancouver Whitecaps.
Marcó su primer gol para los Whitecaps en su debut contra el Toronto FC , dando a Vancouver una ventaja de 1-0, pero terminaron perdiendo el juego 3-1. Rivero siguió su objetivo con un gol en el minuto 86 en Chicago Fire para ganarle a su equipo una victoria de 1-0. Rivero continuó con su impresionante forma de anotar goles para comenzar su carrera en Vancouver con tres goles en tres juegos, esta vez anotó otro gol en la segunda mitad del tiempo de descuento en el Orlando City SC, de nuevo para ganarle a su equipo una victoria de 1-0. Después de anotar tres goles en cuatro juegos, Rivero fue nombrado Jugador del mes de la MLS durante el mes de marzo de 2015.
El 4 de abril, su quinto partido con Vancouver, ocupó temporalmente el liderato de la liga en goles con cuatro goles en cinco partidos después de anotar el segundo gol de sus equipos en una victoria por 2-0 sobre el LA Galaxy. Después de eso, Rivero marcó otro gol contra el Columbus Crew SC en un empate 2-2.
El 6 de julio de 2016, Rivero completó una transferencia a Colo-Colo el mismo día en que el cuerpo técnico del club chileno renunció.
En su paso por el fútbol de la MLS marcó 14 goles en 52 partidos.

### Colo-Colo (2016-2018)

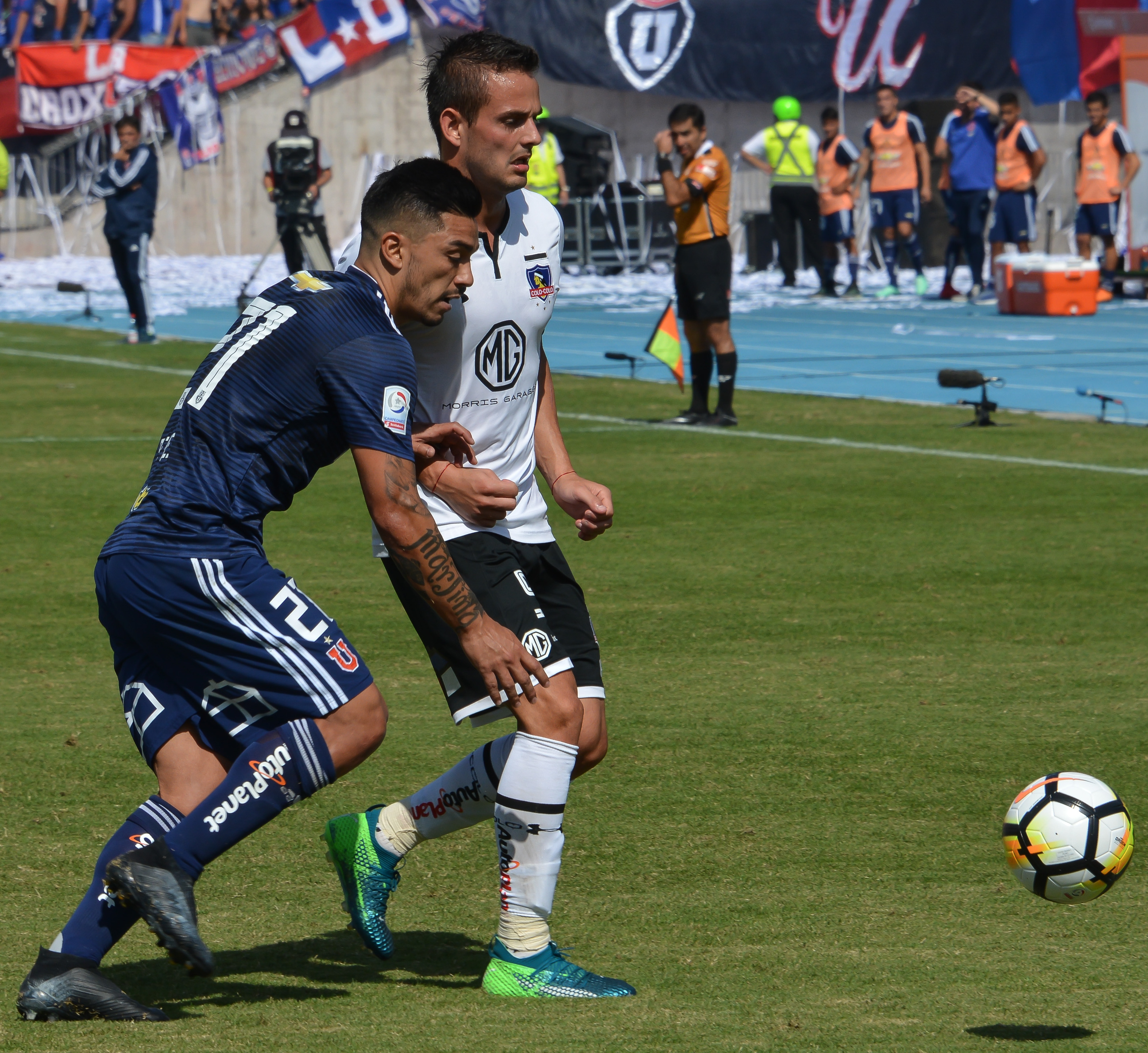
Octavio Rivero (derecha) jugando por Colo Colo en 2018.

Llegó a Colo-Colo a mediados del año 2016 tras la sorpresiva renuncia de José Luis Sierra al banca alba, finalmente fue presentado un día después junto a su compañero Michael Ríos firmando un contrato por tres años, en la operación los albos compraron el 50% del pase al Vancouver a cambio de un millón de dólares

#### Temporada 2016-17
Volvió a jugar en el fútbol chileno a partir del 31 de julio de 2016 por la primera fecha del Apertura 2016 en la derrota por 2-1 sobre Unión Española, ingresando en el entretiempo por Felipe Campos.
El 7 de agosto marcó su primer gol en la victoria por 2-0 sobre Audax Italiano tras gran carrera de Gonzalo Fierro.
El 2 de octubre se jugaba el derbi N°180 del clásico del fútbol chileno y el primero de Rivero, los albos ganarían por 2-0 a la Universidad de Chile con goles de Martín Rodríguez y Julio Barroso y alargarían a 16 años sin conocer derrotas ante el archirrival en el Monumental, Rivero salió al 90+2' por Michael Ríos, el 20 de octubre marcó un gol en la victoria por 2-1 ante Cobreloa en Calama por los cuartos de final ida de la Copa Chile 2016, el 26 de octubre por la vuelta cerró la clasificación tras pase de Esteban Paredes, anotando el 3-1 (5-2 global).
El 6 de noviembre Octavio anotó en el empate 2-2 ante Universidad Católica por el Apertura 2016 tras un pasó largo de Jaime Valdés fusiló a Christopher Toselli para el 2-1 parcial a favor de los albos, el 18 de noviembre Rivero marcó su tercer gol en el
Apertura 2016, anotando el 1-0 en la victoria por 3-0 sobre Cobresal tras desborde de Brayan Véjar.
El 14 de diciembre se jugaba la final de la Copa Chile 2016 donde Colo-Colo enfrentaba a Everton en el Estadio Nacional, golearian por 4-0 y Rivero tendría una importante participación, anotó el 1-0 tras gran centro de Ramón Fernández y asistió al histórico goleador albo Esteban Paredes para que convirtiera el 3-0 y los albos terminaron con una sequía de 20 años sin poder levantar el trofeo, en dicha copa Rivero jugó 7 partidos y anotó 3 goles.
En el Apertura 2016 Rivero jugó 13 encuentros y anotó 3 goles.
El 1 de febrero de 2017 empezaba la travesía de los albos en la Conmebol Libertadores 2017 contra Botafogo en el Estadio Olímpico Nilton Santos de Brasil por la Fase 2, a pesar del buen partido del conjunto chileno cayeron por 2-1 con goles de Airton y autogol de Esteban Pavez, Esteban Paredes descontó para la visita, la vuelta el 8 de febrero en el Estadio Monumental, chilenos y brasileños empataron 1-1 lo que marcó una nueva eliminación del cacique en el máximo torneo continental, un autogol de Emerson Silva adelanto a los locales al minuto 3, después Rodrigo Pimpão aprovechó un error entre Justo Villar y Claudio Baeza al minuto 80' para anotar el 1-1 final, tanto en el partido de ida como de vuelta Rivero fue titular todo el encuentro y no pudo anotar goles.
Tras dos meses de suplencia (Último duelo de titular ante Botafogo por Libertadores) debido al buen momento de Andrés Vilches, el 2 de abril Rivero volvió a la titularidad en la octava fecha del Clausura 2017 ante Deportes Iquique en el duelo entre el líder y el segundo del torneo, Guede decidió jugar con tres delanteros en este duelo (Vilches-Paredes-Rivero) clave por el liderato, anotó su primer gol por el Clausura (y luego de 4 meses) al minuto 10' de partido pase cruzado de Iván Morales anotó el 1-0, luego Gonzalo Bustamante (Tras mala salida de Garcés) y Álvaro Ramos dieron vuelta marcador 2-1 a favor de los iquiqueños, luego al 71' anotó el 2-2 parcial tras pase de Fernández batió al golero Brayan Cortés finalmente al 83' Ramos anotó el 3-2 definitivo de esta forma Colo-Colo perdía el liderato y llevaba herido de cara al Superclásico 181 con la Universidad de Chile, una semana después el 8 de abril se jugaba el derbi del fútbol chileno, los azules se pondrían en ventaja con gol de Sebastián Ubilla, luego Rivero anotaría el 1-1 parcial y su primer gol en Superclásicos tras un disparo que dio en la pantorrilla de Jara desviando la pelota y entrando al arco, después Felipe Mora volvería a poner en ventaja a los azules tras un cabezazo y débil respuesta de Garcés, al minuto 75' Rivero con un derechazo al palo izquierdo tras débil respuesta de Herrera, al minuto 90+3' tuvo la última y quizás más clara del partido al quedar mano a mano con Herrera y elevar su disparo sobre el travesaño, en una jornada marcada por los errores de los arqueros de ambos equipos albos y azules empataron 2-2 en el Nacional, el 15 de abril Rivero seguiría en racha marcando por tercera fecha consecutiva ante Universidad de Concepción en el Estadio Monumental y marcando el quinto gol consecutivo de los albos, tras un flojo primer tiempo al 51' de la segunda fracción anotó el 1-0 tras pase de Valdés, luego al 58' asistió a Paredes para el 2-0 y salió al 65' bajo una ovación por Vilches.
El 14 de mayo transcurridas trece fechas en el Torneo de Clausura 2017 Colo-Colo tenía la opción de ser campeón si le ganaba a Deportes Antofagasta y la U no le ganaba a O'Higgins en Rancagua, luego de unos 20 minutos de inmensa supremacía alba, el ex O'Higgins de Rancagua anotó el 1-0 parcial al 23' tras pase de Valdés, tras su salida al minuto 60' por el joven Iván Morales (Cambio que fue criticado toda la semana) Colo-Colo poco a poco fue decayendo en su intensidad y pagó con un gol que le costó el título al minuto 87' de partido tras una mala salida de Salazar, Gonzalo Villagra anotaba el 1-1 final que terminó por silenciar al Monumental, una semana después el 20 de mayo jugaban en simultáneo la U y Colo-Colo por el título, esta vez los azules tenían la primera opción de campeonar si vencían a San Luis en el Nacional serían campeones, mientras que Colo-Colo debía ganarle al descendido Cobresal en La Portada de La Serena y esperar que la U no venza, al minuto 12' anotó el 1-0 parcial luego Cobresal empataría y después Paredes anotó dos goles para el 3-1 final, pero no les alcazaria ya que la U venció a San Luis con solitario gol de Felipe Mora y se coronó campeón por 18ª vez en su historia por un punto sobre su eterno rival.
Tras jugar los primeros partidos de suplente y alcanzar la titularidad en el octavo partido, jugó 11 partidos y marcó 7 goles en el Clausura 2017, mientras que por la Copa Libertadores 2017 jugó dos encuentros y no pudo anotar.

#### Temporada 2017
A principios del Transición 2017 tuvo un conflicto con la dirigencia, ya que no aceptaron su salida a Belgrano de Córdoba, y pidió no ser considerado para el partido frente a O'Higgins en Rancagua.
Debutó en la Temporada 2017 el 9 de julio ingresando en el entretiempo por un opacó Ramón Fernández en la estrepitosa caída alba por 4-1 sobre Deportes La Serena en La Portada y que dejaba a Pablo Guede entre la espada y la pared, el 27 de agosto por la quinta fecha del Torneo de Transición 2017 se jugaba el Superclásico 182 entre albos y azules en el Estadio Monumental tras un flojo arranque en el torneo nacional (1 victoria, 2 empates y 1 caída en 4 partidos) Colo-Colo espantó los fantasmas y goleó por 4-1 a la Universidad de Chile con un Esteban Paredes inspirado (marcó un triplete), Rivero tras recuperarse de una lesión llegó con lo justo al superclásico y entró al 67' por Nicolás Orellana.
El 3 de septiembre, Guede nuevamente sería cuestionado tras caer sorpresivamente eliminado ante el modesto Deportes Iberia (Club de la Primera B de Chile) por 0-2 en el Monumental (5-2 global), Rivero jugó de titular aquel partido y tuvo dos chances de gol, un cabezazo elevado y una palomita.
El 21 de octubre tras estar muchas fechas "cortado" por el entrenador los referentes hablaron con Guede para que le de una nueva chance y no defraudó, por la décima fecha del Transición 2017 ingresó al 56' por Orellana mientras el marcador iba 1-0 favor de Colo-Colo sobre Audax Italiano cinco minutos después de su ingreso asistió a Paredes para que marcase el 2-0 y al 90+1' Paredes le devolvió el favor y se la cedió para que anotase el 3-0 final, marcando su primer gol en Transición y volviendo a marcar después de 5 meses, la semana siguiente Colo-Colo cayó en un polémico partido ante Deportes Temuco, Rivero ingresó en el segundo tiempo por Paredes a este último lo expulsaron por supuestos reclamos al árbitro César Deischler además el referí expulsó a dos albos más, Paredes fue suspendido por dos fechas por el tribunal de la ANFP y esto le dio una nueva oportunidad a Rivero de volver a ser titular.
El 5 de noviembre después de mucho tiempo y en un partido clave por el Torneo de Transición 2017 un aproblemado Colo-Colo recibía a la Unión Española en el Estadio Monumental por la Fecha 12 del torneo los albos tenían la obligación de ganar para alcanzar al líder (Unión Española), al minuto 9' Rivero abrió el marcador anotando el 1-0, después al 15' Baeza anotaría un anotó que le dio el 1-1 a Unión Española, luego Jaime Valdés (Figura del partido) anotó el 2-1 de penal y Óscar Opazo tras un carreron anotó el 3-1 parcial, al 63' en un contragolpe mortal de los albos Octavio se quitó a un defensa girando alrededor de la pelota sin tocarla, corrió 40 metros y se la cedió a Morales para que marcase el 4-1, después Sebastián Jaime anotó otro descuento hispano y finalmente Jaime Valdés de penal nuevamente anotó el 5-2 final, Octavio fue una de las figuras y salió al minuto 89' bajo una ovación por Michael Ríos (Quién regresaba después de una rotura de ligamentos) finalizado el partido Colo-Colo fue el nuevo líder del torneo junto a la Unión, después de dos semanas sin fútbol por la Fecha FIFA en Chile, el 26 de noviembre los albos viajaban hasta Viña del Mar para enfrentarse a otro candidato al título Everton en el Estadio Sausalito; a los cuatro minutos Patricio Rubio abrió la cuenta para los ruleteros, luego Julio Barroso anotaría el 1-1 parcial a los 19' tras pase del uruguayo, después al 66' Valdés disparo desde fuera del área y con complicidad de Lobos anotó el 2-1, al 79' Raúl Becerra, 11 minutos después al 90' de partido Rivero anotó el 3-2 final tras un potente remate, celebrando el gol sacándose la camiseta y marcando su tercer gol en el torneo, tras el empate de Unión y la derrota de la U, Colo-Colo quedaba como líder exclusivo a dos fechas del final.
El 3 de diciembre por la antepenúltima fecha del Torneo de Transición 2017, Colo-Colo enfrentaba en el Monumental aún Curicó Unido necesitado de puntos (estaba peleando el descenso) si el cacique ganaba y la Unión y la U no sumaban puntos serían campeones del fútbol chileno luego de dos años, al minuto 33' Octavio anotó el 1-0 tras pase largo de Jorge Valdivia, luego Alfredo Ábalos antes de que termine el primer tiempo empataría el marcador, después Zaldivia y el regresado Paredes anotarian el 2-1 y 3-1 respectivamente, al 81' Abalos nuevamente anotaría el 2-3 que dejó a todos preocupados en el Monumental, Rivero salió al 89' por Orellana, finalmente los albos ganaron sufridamente por 3-2 y la Unión y la U también por lo que todo se definiría en la última fecha, el 9 de diciembre se jugaba la última fecha del Torneo de Transición 2017 los albos viajaban hasta Concepción para enfrentar a Huachipato en el Estadio Alcaldesa Ester Roa Rebolledo, al final del primer tiempo se irían al descanso igualados 0-0, al minuto 72' el árbitro Julio Bascuñán cobró un polémico penal a favor de Colo-Colo que Jaime Valdés cambiaría por gol, Rivero recibiría amarilla al 80' y al 82' aseguró el campeonato tras un pase del "Pájaro" Valdés y con un derechazo cruzado y potente venció la resistencia de Carlos Lampe anotando el 2-0 parcial, después al 90+2' Nicolás Orellana cerró el marcador con el 3-0 así Colo-Colo volvía a ser campeón del fútbol chileno luego de dos años y bajaba su estrella 32.
Luego de estar cortado las primeras 9 fechas fechas, fue titular en las últimas 4 del campeonato, jugó 10 partidos y anotó 5 goles siendo pieza clave en la estrella 32 de los albos y por la Copa Chile 2017 jugó dos encuentros y no pudo anotar.
Además conquistó la Supercopa de Chile 2017, aunque no pudo jugar ante la Universidad Católica debido aún enguince en la rodilla izquierda.

### Atlas (2018)
El 1 de junio de 2018 tras ser suplente de Esteban Paredes en el nuevo sistema táctico de Héctor Tapia (Nuevo DT tras la polémica salida de Guede) y los pocos minutos que sumaban, Rivero decidió partir al Atlas de Guadalajara de México a cambio de 3 millones de dólares, el 50% fue para Colo-Colo y el resto para el Vancouver Whitecaps.

### Club Nacional de Football (2019)
Para la temporada 2019 llegaría a préstamo al Club Nacional de Football.

### Club Santos Laguna (2019)
En 2019 fue fichado por el conjunto lagunero, en donde estuvo dos temporadas. En el club mexicano convirtió 11 goles en 39 partidos.

### Deportes Unión La Calera (2021)
En 2021, tras diversos intentos fallidos de Colo Colo por incorporarlo a su plantilla, el jugador terminó firmando con Unión La Calera donde consiguió anotar ocho goles.
Sin embargo, en su mejor momento una lesión lo sacó de la cancha y luego tuvo poca actividad hasta que quedó libre.

## Estadísticas
- Actualizado al último partido disputado el 1 de diciembre de 2024.

| Central Español · Uruguay | 1.ª           | 2012-13       | 19  | 3   | 1  | —  | —  | — | —  | — | — | 19  | 3   | 1  | 0.16 |
| Central Español · Uruguay | Total club    | Total club    | 19  | 3   | 1  | 0  | 0  | 0 | 0  | 0 | 0 | 19  | 3   | 1  | 0.16 |
| Rentistas · Uruguay | 1.ª           | 2013-14       | 17  | 10  | 2  | —  | —  | — | —  | — | — | 17  | 10  | 2  | 0.59 |
| Rentistas · Uruguay | Total club    | Total club    | 17  | 10  | 2  | 0  | 0  | 0 | 0  | 0 | 0 | 17  | 10  | 2  | 0.59 |
| O'Higgins · Chile | 1.ª           | 2014-15       | 16  | 10  | 4  | 2  | 0  | 0 | —  | — | — | 18  | 10  | 4  | 0.56 |
| O'Higgins · Chile | Total club    | Total club    | 16  | 10  | 4  | 2  | 0  | 0 | 0  | 0 | 0 | 18  | 10  | 4  | 0.56 |
| Vancouver Whitecaps · Canadá | 1.ª           | 2015          | 36  | 10  | 3  | 1  | 1  | 0 | —  | — | — | 37  | 11  | 3  | 0.3  |
| Vancouver Whitecaps · Canadá | 1.ª           | 2016          | 12  | 2   | 2  | 3  | 1  | 1 | —  | — | — | 15  | 3   | 3  | 0.2  |
| Vancouver Whitecaps · Canadá | Total club    | Total club    | 48  | 12  | 5  | 4  | 2  | 1 | 0  | 0 | 0 | 52  | 14  | 6  | 0.27 |
| Colo-Colo · Chile | 1.ª           | 2016-17       | 24  | 10  | 3  | 7  | 3  | 0 | 2  | 0 | 0 | 33  | 13  | 3  | 0.39 |
| Colo-Colo · Chile | 1.ª           | 2017          | 10  | 5   | 4  | 2  | 0  | 0 | —  | — | — | 12  | 5   | 4  | 0.42 |
| Colo-Colo · Chile | 1.ª           | 2018          | 12  | 4   | 1  | —  | —  | — | 5  | 1 | 0 | 17  | 5   | 1  | 0.29 |
| Colo-Colo · Chile | Total club    | Total club    | 46  | 19  | 8  | 9  | 3  | 0 | 7  | 1 | 0 | 62  | 23  | 8  | 0.37 |
| Atlas F. C. · México | 1.ª           | 2018-19       | 9   | 0   | 0  | 2  | 2  | 0 | —  | — | — | 11  | 2   | 0  | 0.18 |
| Atlas F. C. · México | Total club    | Total club    | 9   | 0   | 0  | 2  | 2  | 0 | 0  | 0 | 0 | 11  | 2   | 0  | 0.18 |
| Nacional · Uruguay | 1.ª           | 2018-19       | 10  | 5   | 1  | —  | —  | — | 4  | 0 | 0 | 14  | 5   | 1  | 0.36 |
| Nacional · Uruguay | Total club    | Total club    | 10  | 5   | 1  | 0  | 0  | 0 | 4  | 0 | 0 | 14  | 5   | 1  | 0.36 |
| Santos Laguna · México | 1.ª           | 2019-20       | 18  | 3   | 0  | 7  | 5  | 0 | —  | — | — | 25  | 8   | 0  | 0.32 |
| Santos Laguna · México | 1.ª           | 2020-21       | 14  | 3   | 0  | —  | —  | — | —  | — | — | 14  | 3   | 0  | 0.21 |
| Santos Laguna · México | Total club    | Total club    | 32  | 6   | 0  | 7  | 5  | 0 | 0  | 0 | 0 | 39  | 11  | 0  | 0.28 |
| Unión La Calera · Chile | 1.ª           | 2021          | 17  | 8   | 0  | 1  | 0  | 0 | 2  | 0 | 1 | 20  | 8   | 1  | 0.4  |
| Unión La Calera · Chile | Total club    | Total club    | 17  | 8   | 0  | 1  | 0  | 0 | 2  | 0 | 1 | 20  | 8   | 1  | 0.4  |
| Unión Española · Chile | 1.ª           | 2022          | 8   | 1   | 1  | 5  | 3  | 0 | —  | — | — | 13  | 4   | 1  | 0.31 |
| Unión Española · Chile | 1.ª           | 2023          | 0   | 0   | 0  | 0  | 0  | 0 | —  | — | — | 0   | 0   | 0  | 0.00 |
| Unión Española · Chile | Total club    | Total club    | 8   | 1   | 1  | 5  | 3  | 0 | 0  | 0 | 0 | 13  | 4   | 1  | 0.31 |
| Racing · Uruguay | 1.ª           | 2023          | 15  | 6   | 3  | 1  | 0  | 0 | —  | — | — | 16  | 6   | 3  | 0.38 |
| Racing · Uruguay | Total club    | Total club    | 15  | 6   | 3  | 1  | 0  | 0 | 0  | 0 | 0 | 16  | 6   | 3  | 0.38 |
| Defensor Sporting · Uruguay | 1.ª           | 2024          | 14  | 12  | 3  | 7  | 0  | 0 | 2  | 1 | 0 | 23  | 13  | 0  | 0.57 |
| Defensor Sporting · Uruguay | Total club    | Total club    | 14  | 12  | 3  | 7  | 0  | 0 | 2  | 1 | 0 | 23  | 13  | 0  | 0.57 |
| Barcelona S. C. · Ecuador | 1.ª           | 2024          | 15  | 11  | 1  | 1  | 0  | 0 | 2  | 0 | 0 | 18  | 11  | 1  | 0.61 |
| Barcelona S. C. · Ecuador | Total club    | Total club    | 15  | 11  | 1  | 1  | 0  | 0 | 2  | 0 | 0 | 18  | 11  | 1  | 0.61 |
| Total carrera | Total carrera | Total carrera | 266 | 103 | 29 | 39 | 17 | 1 | 17 | 2 | 1 | 322 | 122 | 31 | 0.38 |
| (1) Incluye datos de Copa Chile, Canadian Soccer Championship, Copa México, Copa Ecuador y Copa AUF Uruguay. (2) Incluye datos de Copa Libertadores (2017, 2018, 2019, 2021, 2024). (3) Incluye datos de Copa Sudamericana (2024). (4) No incluye goles en partidos amistosos. |               |               |     |     |    |    |    |   |    |   |   |     |     |    |      |

## Palmarés

### Campeonatos nacionales
| Título                       | Club                | País    | Año    |
| ---------------------------- | ------------------- | ------- | ------ |
| Canadian Soccer Championship | Vancouver Whitecaps | Canadá  | 2015   |
| Copa Chile                   | Colo Colo           | Chile   | 2016   |
| Supercopa de Chile           | Colo Colo           | Chile   | 2017   |
| Primera División             | Colo Colo           | Chile   | 2017-T |
| Supercopa de Chile           | Colo Colo           | Chile   | 2018   |
| Supercopa Uruguaya           | Nacional            | Uruguay | 2019   |
| Copa AUF Uruguay             | Defensor Sporting   | Uruguay | 2024   |

### Distinciones individuales
| Distinción                                   | Año    |
| -------------------------------------------- | ------ |
| Jugador revelación Primera División Uruguaya | 2013   |
| Mejor delantero derecho Torneo Chileno       | 2014-A |
| Mejor jugador del mes de marzo de la MLS     | 2015   |